# August Johannes Dorner

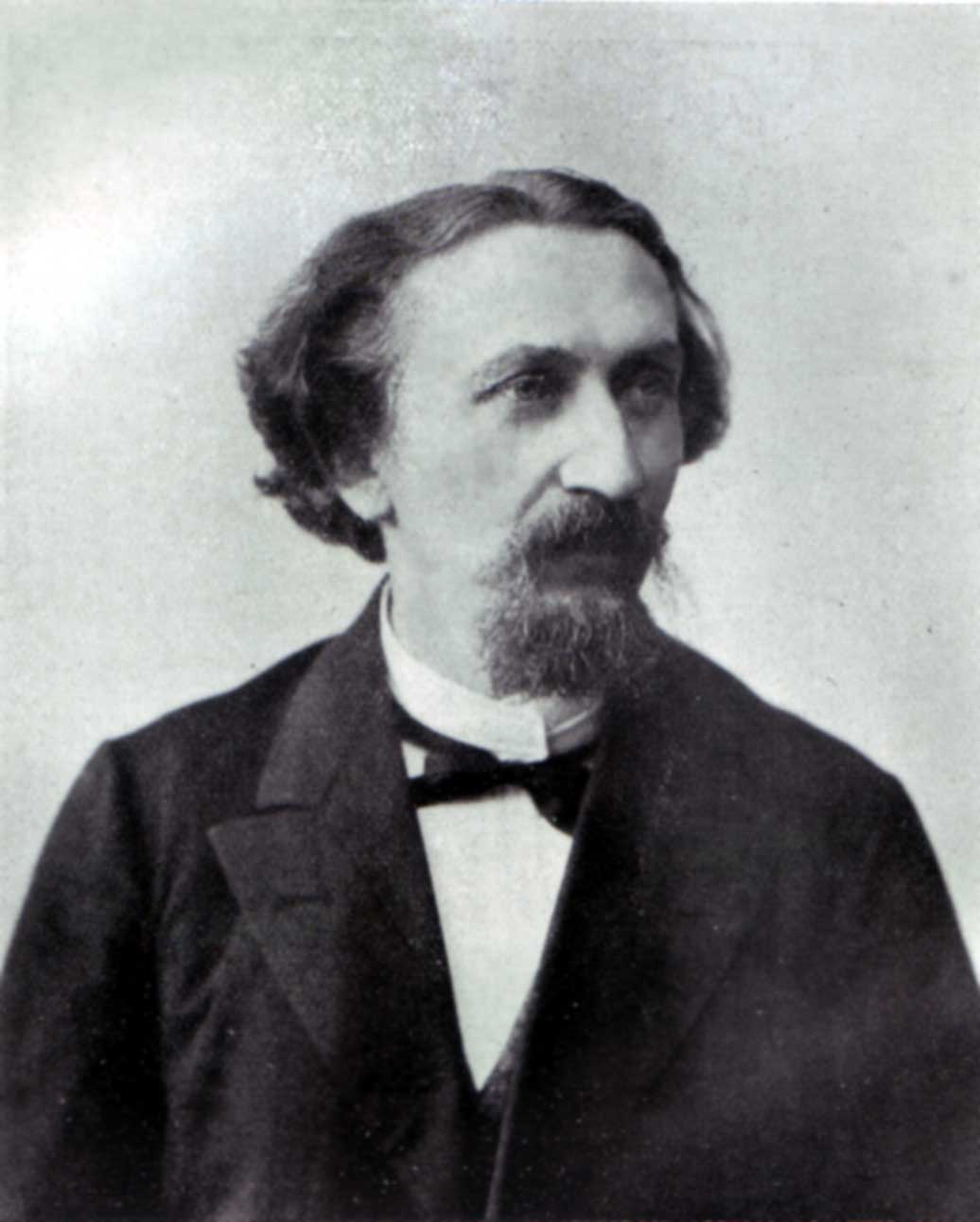
August Johannes Dorner

August Johannes Dorner (* 13. Mai 1846 in Schiltach; † 17. April 1920 in Hannover) war ein deutscher evangelischer Theologe und Hochschullehrer.

## Leben
Der Sohn des Professors der Theologie Isaak August Dorner studierte in Berlin, an der Universität Göttingen und an der Universität Tübingen. In Berlin promovierte er 1867 zum Doktor der Philosophie und 1869 zum Lizentiaten der Theologie. Danach wurde er Vikar in dem württembergischen Örtchen Neuhausen. 1869 ging er als Hilfsprediger nach Lyon und Marseille und 1870 als Repetent an die Universität Göttingen.
1873 übertrug man ihm eine Professur am Predigerseminar in Wittenberg; er wurde damit verbunden stellvertretender Direktor der Einrichtung. In Wittenberg hatte er sich Verdienste erworben, indem er die Bibliothek des Predigerseminars weiterentwickelte und er der Begründer einer wissenschaftlichen Ausstellungskonzeption im Wittenberger Lutherhaus war.
Ihm wurde 1883 die Ehrendoktorwürde der theologischen Fakultät an der Universität Halle verliehen. 1889 folgte er einem Ruf als außerordentlicher Professor der Theologie an die Universität Königsberg, wo man ihm 1891 die ordentliche Professur der systematischen Theologie übertrug. Hier hatte er im Jahr 1908/09 die Aufgabe des Rektors der Alma Mater übernommen. Nachdem er 1916 emeritiert wurde, hielt er sich in seinen letzten Lebensjahren in Bad Godesberg und Hannover auf, wo er schließlich verstarb.

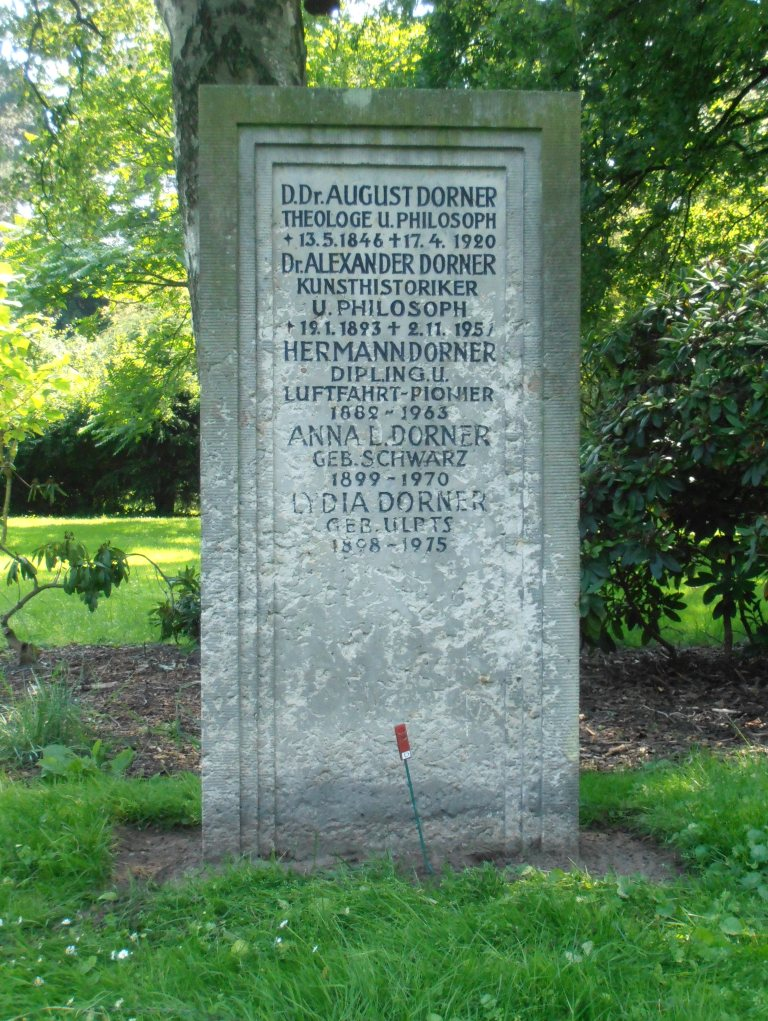
Grabmal auf dem Stadtfriedhof Stöcken in Hannover

Aus seiner Ehe mit der in Indien geborenen Engländerin Alice Hasselmeyer (1862–?) ist der Sohn Alexander Dorner (* 19. Januar 1893 in Königsberg; † 2. November 1957 Sorrent) bekannt, der Präsident der Kestner-Gesellschaft in Hannover war. Von einer anderen Mutter stammt der Sohn Hermann Dorner (1882–1963), der Motorenkonstrukteur für Flugzeuge war.

## Wirken
Dorner legte Wert darauf, dass angehende Theologen nicht rückwärtsgerichtete Studien betrieben, sondern sich mit den geistlichen Strömungen der Zeit und der modernen Philosophie auseinandersetzten. In einer Zeit, in der sich die Skepsis in die Philosophie verstärkte, engagierte er sich als Vertreter des Idealismus für die Theorien der Religion Hegels. Mit Georg Rietschel setzte er sich kritisch auseinander. Bei dem Hegelianer Alois Emanuel Biedermann, vor allem aber dem theologischen System seines Vaters fand er Berührungspunkte, einer ethisch bestimmten Metaphysik den Weg zu bahnen.

## Werke
- De Baconis baronis de Verulamio philosophia. 1867 (Online)
- Aurelius Augustinus, sein theologisches System und seine religionsgeschichtliche Anschauung. 1873
- Über die Prinzipien der Kantschen Ethik. 1875
- Schelling, zur Erinnerung an seinen hundertjährigen Geburtstag. 1875
- Predigten vom Reiche Gottes. 1880
- Kirche und Reich Gottes. 1883
- Das menschliche Erkennen. Grundlinien der Erkenntnistheorie u. Metaphysik. 1887
- Dem Andenken von Isaak August Dorner. 1888
- Das menschliche Handeln: philosophische Ethik. 1895
- Die Aufgabe der Universitäten: Rede zum 27. Januar gehalten in der Aula der Albertus-Universität zu Königsberg. 1904
- Individuelle und soziale Ethik. 1906
- Die Entstehung der christlichen Glaubenslehren. 1906
- Die Einheit der Wissenschaften im Organismus der Universität. 1909
- Fr. D.E. Schleiermacher, Werke. 1910, 4. Bde.
- Encyklopädie der Philosophie, mit besonderer Berücksichtigung der Erkenntnistheorie und Kategorienlehre. 1910
- Philosophie und Theologie im 19. Jahrhundert. 1910
- Pessimismus. Nietzsche u. Naturalismus mit besonderer Beziehung auf die Religion. 1911;
- Die Metaphysik des Christentums. 1913
- Politik, Recht und Moral mit Beziehung auf den gegen wärtigen Krieg. 1914